# Lobisomem (filme de 2025)
Lobisomem (título original: Wolf Man) é um filme de terror americano de 2025, dirigido e coescrito por Leigh Whannell. Um reboot da franquia de The Wolf Man, o longa é estrelado por Christopher Abbott, Julia Garner e Sam Jaeger. A trama acompanha um homem de família que tenta proteger sua esposa e filha de um lobisomem, mas acaba sendo infectado e lentamente se transformando na criatura. A produção é de Jason Blum, através de sua produtora Blumhouse Productions.
O filme foi anunciado em 2014 e originalmente faria parte do Dark Universe, um universo cinematográfico compartilhado focado nos Monstros da Universal. No entanto, após o fracasso de A Múmia (2017), o estúdio mudou sua estratégia para produções independentes. O sucesso de O Homem Invisível (2020), dirigido por Whannell, reacendeu o interesse da Universal na franquia de monstros. A ideia para um novo filme do Lobisomem surgiu de um argumento apresentado por Ryan Gosling, que também estrelaria o longa, com Derek Cianfrance na direção. Entretanto, Cianfrance deixou o projeto em 2023 e Gosling desistiu do papel, levando Whannell a assumir a direção com um novo elenco. As filmagens ocorreram na Nova Zelândia no início de 2024.
Lobisomem foi lançado nos Estados Unidos pela Universal Pictures em 17 de janeiro de 2025. O filme recebeu críticas mistas e arrecadou US$ 34,9 milhões até o momento.

## Enredo
Em 1995, o desaparecimento de um excursionista nas remotas montanhas do Oregon desperta especulações sobre um vírus ligado à vida selvagem da região. Durante uma caçada na área, o jovem Blake Lovell e seu rígido pai, Grady, avistam uma misteriosa criatura humanoide espreitando na floresta e se escondem em um mirante de caça elevado.
Trinta anos depois, Blake vive em São Francisco com sua filha, Ginger, e sua esposa Charlotte, uma workaholic. Assim como o pai, de quem se afastou, ele luta para controlar seu temperamento, o que afeta seu casamento. Um dia, ele recebe a certidão de óbito de Grady, que estava desaparecido, junto com as chaves da casa onde cresceu. Na tentativa de salvar seu relacionamento com Charlotte, decide viajar para lá com a família.
Em busca do caminho, eles encontram um morador local, Derek, que os guia até a casa ao anoitecer. Antes de chegarem, uma criatura os ataca, fazendo com que saiam da estrada. Blake tem o braço arranhado e infectado, e Derek é morto. Desesperado, Blake leva sua família para dentro da casa, liga o gerador e reforça a entrada para protegê-los do monstro do lado de fora. Com o ferimento sangrando e infeccionado, ele começa a apresentar sintomas estranhos: perde dentes, sua excessivamente e desenvolve sensibilidade ao som. Ouvindo a criatura se aproximar, ele encosta o ouvido em uma porta lateral, mas o monstro agarra seu pé através da portinhola para animais e o fere ainda mais, até Charlotte intervir, atingindo a criatura com um martelo.
Charlotte se preocupa conforme Blake perde parte de suas funções motoras, além da capacidade de falar e compreender. Seus cabelos caem, mais dentes e unhas se soltam, dando lugar a presas e garras. Sua visão fica distorcida, e pelos começam a crescer por seu corpo. Para aliviar a dor no braço, ele o morde como um animal, assustando Charlotte. Ela vê um caminhão abandonado do lado de fora e consegue fazê-lo funcionar. No entanto, antes que possam fugir, a criatura quebra o para-brisa, forçando-os a se abrigar no topo de uma estufa. Para protegê-los, Blake atrai o monstro para longe, sinalizando para Charlotte levar Ginger de volta à casa.
Pouco depois, ele retorna ainda mais deformado e mancando. Ele vomita um dedo decepado e se aproxima de Charlotte e Ginger de forma ameaçadora, assustando-as. Percebendo o perigo que representa, tenta ir embora, mas a criatura invade a casa e os ataca. Blake se coloca entre o monstro e sua família e, durante a luta, morde seu pescoço, matando-o. Ao ver uma tatuagem em seu braço, ele percebe que a criatura era, na verdade, seu próprio pai, infectado. Em seguida, ele corre para fora enquanto sua transformação final em lobisomem se completa. Incapaz de se conter, ele ataca sua família, forçando-as a fugir para um celeiro próximo.
Blake se arrasta para dentro, usando sua visão noturna recém-desenvolvida para caçá-las no escuro, mas acaba preso em uma armadilha para ursos colocada por Charlotte. Ele mastiga o próprio pé para se soltar e continua a perseguição. Charlotte e Ginger fogem para a floresta e se escondem em um mirante de caça enquanto o sol nasce. Blake sobe até elas, e Charlotte aponta um rifle para ele. Vendo o sofrimento de Blake e percebendo que ele deseja morrer, a família troca um último olhar antes de Charlotte atirar fatalmente nele. Elas o confortam em seus momentos finais antes de deixarem a floresta, contemplando a beleza do vale que Blake um dia descreveu ter visto quando criança.

## Elenco
- Christopher Abbott como Blake Lovell
  - Zac Chandler como o jovem Blake Lovell
- Julia Garner como Charlotte Lovell, esposa de Blake
- Matilda Firth como Ginger Lovell, filha de Blake e Charlotte
- Sam Jaeger como Grady Lovell, pai afastado de Blake, avô de Ginger e sogro de Charlotte
  - Ben Prendergast como a forma de lobisomem de Grady
- Benedict Hardie como Derek Kiel
- Leigh Whannell como Dan Kiel (voz)

## Produção

### Desenvolvimento
Em julho de 2014, a Universal Pictures anunciou seu plano para uma franquia cinematográfica compartilhada, posteriormente chamada de Dark Universe, centrada em seu acervo de monstros da Universal — incluindo The Wolf Man.
Em novembro de 2014, Aaron Guzikowski foi confirmado como roteirista do reboot de The Wolf Man da Universal. Em junho de 2016, o Deadline Hollywood noticiou rumores de que Dwayne Johnson estava sendo considerado para o papel principal. Em outubro do mesmo ano, David Callaham foi contratado para reescrever o roteiro.
Em 2017, A Múmia foi lançado como o primeiro filme do Dark Universe, mas seu fracasso comercial e de crítica levou a Universal a mudar de estratégia, focando em filmes individuais e abandonando o conceito de universo compartilhado. Com isso, O Lobisomem e outros projetos em desenvolvimento foram cancelados.

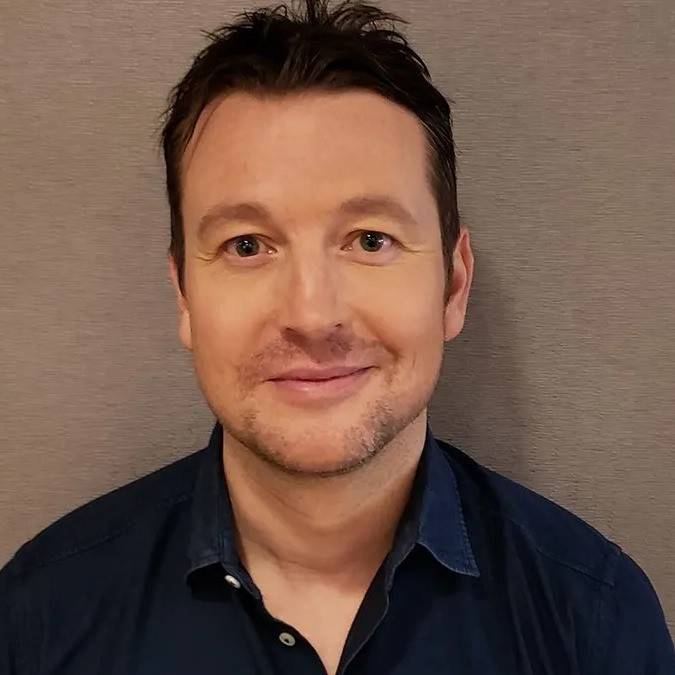
O sucesso do filme anterior de Liegh Whannell sobre monstros inspirou a Universal a criar "Lobisomem"

O repórter Justin Kroll afirmou que o sucesso comercial e de crítica de O Homem Invisível, de Leigh Whannell, fez a Universal abandonar o conceito de universo compartilhado e flexibilizar restrições para os profissionais envolvidos, permitindo que decidissem como queriam produzir seus filmes em termos de orçamento e classificação indicativa, além de atrair "grandes talentos" para apresentar suas ideias.
No início de 2020, a Universal já vinha ouvindo propostas de cineastas interessados em desenvolver personagens da franquia há um ano e meio. Entre essas reuniões, Ryan Gosling apresentou sua ideia para um remake de The Wolf Man, no qual também estrelaria, com um roteiro escrito por Lauren Schuker Blum e Rebecca Angelo, descrito como tendo um tom semelhante ao de O Abutre (2014). Nessa época, o maquiador Mike Marino já havia criado um modelo inicial do lobisomem.
Vários cineastas foram considerados para a direção, incluindo Cory Finley, cujo filme Puro-Sangue (2017) era bem-visto pela Universal, e o próprio Leigh Whannell, que inicialmente recusou a proposta, mas foi aconselhado por Jason Blum, da Blumhouse Productions (produtora de vários de seus filmes, incluindo O Homem Invisível), a reconsiderar.
Em fevereiro de 2020, durante uma entrevista de imprensa para O Homem Invisível, Whannell mencionou seu interesse em fazer um filme de lobisomem. Em julho do mesmo ano, ele entrou em negociações para escrever um tratamento do roteiro e dirigir o longa. Ele e sua esposa, Corbett Tuck, escreveram o primeiro rascunho do roteiro, inspirando-se na sensação de confinamento e isolamento causada pela pandemia de COVID-19 para abordar a inevitabilidade da doença e da morte. Para tornar o drama mais "íntimo", decidiram ambientar a história principalmente em um único local e explorar temas como paternidade e casamento.
A doença contraída pelo protagonista foi concebida para lembrar enfermidades neurodegenerativas, como a esclerose lateral amiotrófica (ELA), que vitimou um amigo próximo de Whannell. Uma cena deletada mostrava a mãe de Blake sofrendo de ELA.

### Pré-produção
Após a saída de Leigh Whannell do projeto devido a conflitos de agenda, Derek Cianfrance entrou em negociações para escrever e dirigir o filme em outubro de 2021. Cianfrance já havia trabalhado com Ryan Gosling nos filmes Namorados para Sempre (2010) e O Lugar Onde Tudo Termina (2012). A produção recebeu sinal verde ao final das greves de Hollywood em 2023.
Em dezembro de 2023, Cianfrance e Gosling deixaram o projeto devido a conflitos de agenda. Com isso, Whannell retornou à direção para comandar o roteiro que coescreveu com Corbett Tuck, enquanto Cianfrance recebeu crédito por material literário adicional. Ryan Gosling manteve o crédito como produtor executivo, mas foi substituído por Christopher Abbott no papel principal. Abbott foi o primeiro ator que Whannell procurou para o papel, durante uma chamada no Zoom, já que conhecia seu trabalho. No dia seguinte, Whannell assistiu à performance de Abbott na peça Danny and the Deep Blue Sea (2023), onde contracenava com Aubrey Plaza no Lucille Lortel Theatre, em Manhattan. Abbott estava atuando de muletas devido a uma fratura no joelho, o que solidificou a decisão de escalá-lo para o filme.
Durante a pré-produção, Whannell organizou exibições semanais de filmes para sua equipe em um cinema dentro do estúdio onde o filme foi rodado. Entre os títulos selecionados estavam O Iluminado (1980), O Enigma de Outro Mundo (1982), A Mosca (1986), Pecados Íntimos (2006), Namorados para Sempre (2010), Amor (2012) e Sob a Pele (2013).
Em 2024, Julia Garner, Sam Jaeger e Matilda Firth se juntaram ao elenco. Lobisomem marcou a terceira colaboração entre Christopher Abbott e Julia Garner, após Martha Marcy May Marlene (2011) e um episódio da quinta temporada da série Girls (2016). Para se preparar para o papel, Abbott assistiu a horas de vídeos de animais no YouTube para estudar a linguagem corporal dos lobos. Garner, por sua vez, entrevistou mães que trabalham para entender as pressões sociais sobre as mulheres e sugeriu que sua personagem passasse pelo modelo de Kübler-Ross ao longo do filme, que se desenrola em uma única noite. Ela também leu livros sobre luto e perda para compor sua atuação.

### Filmagens
As filmagens principais começaram em 17 de março de 2024, com a Nova Zelândia servindo como cenário para representar o estado de Oregon. As cenas na floresta foram gravadas na Ilha Sul, em Queenstown, enquanto os cenários da fazenda, incluindo a casa, o celeiro e a estufa, foram construídos dentro dos estúdios Lane Street, em Wellington, na Ilha Norte. O acampamento-base da produção foi montado em Upper Hutt, e o exterior da casa foi construído em uma fazenda próxima em Mangaroa. Ruby Mathers foi a designer de produção.
Whannell e o diretor de fotografia Stefan Duscio (marcando sua terceira colaboração após Upgrade e O Homem Invisível) se inspiraram na abordagem realista do diretor de fotografia Roger Deakins nos filmes Prisoners (2013) e Sicario: Terra de Ninguém (2015). Para representar mudanças na perspectiva dos personagens, a equipe ajustava manualmente a iluminação no próprio set.
Uma das cenas exigia um caminhão em movimento caindo de um penhasco. Para isso, um veículo teve de ser importado dos Estados Unidos para garantir que o volante estivesse do lado esquerdo. A equipe de efeitos especiais levou seis dias para desmontá-lo, torná-lo mais leve e remontá-lo em uma estrutura de suporte personalizada, sem poder utilizar soldagem, cortes ou lixamento devido a uma proibição de incêndios causada pela seca na região. Para a sequência na estufa, foi utilizado um Technocrane en de 15 metros de altura.
Arjen Tuiten e Pamela Goldammer foram, respectivamente, o designer de próteses e efeitos especiais de maquiagem e a principal artista de efeitos. Antes de definir o design final do lobisomem, Whannell analisou diversas representações clássicas da criatura, incluindo as de Lon Chaney Jr. em The Wolf Man (1941), David Naughton em Um Lobisomem Americano em Londres (1981) e as versões de Grito de Horror (1981) e Dog Soldiers (2002). Inspirando-se na interpretação de Heath Ledger como Coringa em Batman: O Cavaleiro das Trevas (2008) para criar um visual original para um personagem já conhecido, Whannell optou pelo primeiro design apresentado por Tuiten, que foi mostrado a ele em forma de um modelo em tamanho real. A aplicação das próteses em Christopher Abbott variava de duas horas e meia a sete horas e meia, dependendo da fase da transformação do personagem.

### Pós-produção
Para representar a crescente dificuldade de Blake em compreender a linguagem humana, a distorção vocal foi criada sobrepondo o diálogo em camadas, incluindo uma versão reproduzida ao contrário. O compositor Benjamin Wallfisch e o editor Andy Canny, que já haviam trabalhado juntos em O Homem Invisível, retornaram para Lobisomem. Assim como no filme anterior, a trilha sonora foi gravada nos AIR Studios, em Londres. Para a peça final, Goodbye, que toca no desfecho do filme, Whannell inicialmente pediu a Benjamin Wallfisch algo "simples e assombroso". No entanto, depois solicitou uma composição que encerrasse o filme em uma "nota emocional intensa", inspirada na faixa Denouement, da trilha sonora de O Homem Invisível.
A mixagem de som foi finalizada nos estúdios da Warner Bros. em Burbank. Os efeitos visuais foram utilizados para intensificar a perspectiva cada vez mais animal de Blake, adicionando elementos como névoa, insetos gerados por computador, pele translúcida revelando veias e olhos brilhantes com reflexos retrorrefletivos. O filme teve um orçamento de 25 milhões de dólares.

## Divulgação e lançamento

Logotipo do filme

Em agosto de 2024, durante o evento Halloween Horror Nights da Universal em Orlando, um estande revelou o logo e uma imagem promocional do filme. No dia 4 de setembro, um ator subiu ao palco para uma sessão de fotos caracterizado como o lobisomem do filme. O design da criatura—descrita como tendo uma "cabeça calva", "cabelos longos e brancos na parte de trás da cabeça e como barba", "dedos longos e ossudos" e "dentes afiados"—gerou reações divididas entre o público e a imprensa especializada.
No dia 6 de setembro, a Universal lançou um teaser trailer, um pôster e a sinopse do filme. Hannah Shaw-Williams, do site /Film, sugeriu que o lançamento do teaser foi uma estratégia para conter a repercussão negativa em torno do design do lobisomem, destacando que a criatura não aparece no vídeo.
Leigh Whannell classificou a revelação do design como um "desastre", afirmando que a Universal fez isso sem consultá-lo ou ao maquiador Arjen Tuiten. Ele tentou impedir a divulgação ligando para Jason Blum, mas sem sucesso, e ironizou dizendo que "julgar a maquiagem do Freddy Krueger por uma fantasia da Spirit Halloween" seria o equivalente.
Segundo a empresa de análise de mídias sociais RelishMix, a campanha online do filme gerou 136,5 milhões de interações, um número 50% abaixo da média para um lançamento de terror em grande escala. Resumindo a recepção do público, a empresa afirmou: "Os comentários sobre Wolf Man são mistos, com uma inclinação negativa, com alguns espectadores criticando a estética do filme, desde a cinematografia até o design da criatura principal".
Lobisomem foi lançado nos cinemas dos Estados Unidos pela Universal Pictures em 17 de janeiro de 2025, com exibições em IMAX, 4DX, ScreenX e D-Box. Anteriormente, o lançamento estava previsto para 25 de outubro de 2024. A pré-estreia em Hollywood, que aconteceria no TCL Chinese Theatre no dia 7 de janeiro, foi cancelada devido ao incêndio Palisades Fire.
No Brasil e em Portugal, o filme estreou nos cinemas um dia antes, em 16 de janeiro de 2025.